# Titularbistum Caltadria
Caltadria ist ein Titularbistum der römisch-katholischen Kirche.
Es geht zurück auf einen untergegangenen Bischofssitz in der gleichnamigen antiken Stadt, die in der römischen Provinz Mauretania Caesariensis im heutigen nördlichen Algerien lag.
| Nr. | Name                          | Amt                                               | von                | bis              |
| --- | ----------------------------- | ------------------------------------------------- | ------------------ | ---------------- |
| 1   | Carlos Anasagasti Zulueta OFM | Apostolischer Vikar von El Beni o Beni (Bolivien) | 29. Juni 1953      | 26. Juli 1998    |
| 2   | Josip Mrzljak                 | Weihbischof in Zagreb (Kroatien)                  | 29. Dezember 1998  | 20. März 2007    |
| 3   | César Daniel Fernández        | Weihbischof in Paraná (Argentinien)               | 20. September 2007 | 7. Juni 2012     |
| 4   | Gregory Bittman               | Weihbischof in Edmonton (Kanada)                  | 14. Juli 2012      | 13. Februar 2018 |
| 5   | Janusz Ostrowski              | Weihbischof in Ermland (Polen)                    | 27. Februar 2018   |                  |